# Ismar Littmann
Ismar Littmann, född 2 juli 1878 i Gross Strehlitz i Övre Schlesien i dåvarande Tyskland, död 23 september 1934 i Breslau, var en tysk advokat och konstmecenat.
Ismar Littmann var son till köpmannen Adolf Littmann och Charlotte Eisner. Han studerade juridik i Breslau och Berlin samt disputerade 1901 för juris doktorsgrad vid Rostocks universitet. Han bosatte sig i Breslau 1906 och bedrev där advokatverksamhet. Omkring 1921 blev han partner med Max Loewe i advokatbyrån Littmann und Loewe.
Han var en framstående lokal konstmecenat, bland annat till Konstakademin i Breslau. Från 1910-talet samlade han konstverk, framför allt akvareller, teckningar och grafik av kända tyska konstnärer inom fauvismen, impressionismen och expressionismen, såsom Otto Mueller, Käthe Kollwitz, Emil Nolde, Max Pechstein, Alexander Kanoldt och Lovis Corinth. Före depressionen 1929 tvingade Littman att avbryta sitt samlande; hade han fått ihop en samling på närmare 6 000 konstverk. 
Den nazistiska regeringen i Tyskland började förfölja Littmann nästan omedelbart efter maktövertagandet 1933. Judiska yrkesmän inom juridik i Breslau tillhörde de första grupper som utsattes för trakasserier av regimen. Deras rätt att utöva sina yrken inskränktes kraftigt i slutet av mars 1933, vilket omedelbart ledde till betydande svårigheter för Littmann och hans familj. Varken Littmann eller hans barn kunde fortsätta sina yrkesbanor. Från juni fick han en begränsad rätt att arbeta, men bojkottades av sina klienter och tvingades sluta som advokat. Allt detta ledde till att han tog livet av sig i september 1934.
Han gifte sig 1907 med Käthe Fränkel. Paret fick fyra barn. Den övriga familjen lyckades lämna landet och flyttade till Palestina och USA efter Littmanns död.

## Konstsamlingens senare öde
Huvudartikel: Ismar Littmanns konstsamling
Ismar Littmanns änka Käthe lämnade in 156 konstverk ur Ismar Littmanns konstsamling till den fortfarande judiskt ägda auktionsfirman Max Perl i Berlin. Två dagar före utauktioneringen beslagtogs 18 konstverk av Gestapo som "typiskt kulturboljsevikiskt urspårade pornografiska bilder“. Endast ett fåtal verk blev sålda på auktionen. Verkens fortsatta öde är till stor del okänt.